# Bak (huyện)
Bak là một huyện thuộc tỉnh Khowst, Afghanistan. Dân số thời điểm năm 1999 là 9,819 người.